# Ratsvorwerk
Ratsvorwerk, niedersorbisch Raźiny Wudwór, ist ein Wohnplatz der Stadt Lübben (Spreewald) im Landkreis Dahme-Spreewald in Brandenburg. Die Siedlung gehört zum amtlichen Siedlungsgebiet der Sorben/Wenden.

## Lage
Ratsvorwerk liegt in der Niederlausitz, rund drei Kilometer östlich des Zentrums von Lübben. Im Süden schließt sich der Spreewald an. Umliegende Ortschaften sind Radensdorf im Nordosten, Bukoitza im Südosten, der nicht mehr amtliche Wohnplatz Postbauten im Süden und Lübben mit der Deichsiedlung im Westen. Nördlich des Ratsvorwerks liegt die Landesstraße 44 (ehemals Bundesstraße 320).

## Geschichte
Im Jahr 1932 wurden im Bereich des Lübbener Ratsvorwerks Urnengräber gefunden, was auf eine Besiedlung der Region seit dem 5. bis 4. Jahrhundert vor Christus hinweist. Das Ratsvorwerk entstand erst sehr viel später, jedoch vor 1820, als Vorwerk der Stadt Lübben. Im Schmettauschen Kartenwerk von 1767/87 ist die Siedlung noch nicht verzeichnet. Zur Zeit des Königreichs Preußen lag der Ort im Landkreis Lübben (Spreewald) im Regierungsbezirk Frankfurt der Provinz Brandenburg. In den 1840er-Jahren hatte die Siedlung, damals als Lübbener Raths-Vw. bezeichnet, 41 Einwohner in drei Wohngebäuden. Bei der Volkszählung vom 1. Dezember 1871 lebten 38 Menschen im Ratsvorwerk.
Nach dem Zweiten Weltkrieg kam das Ratsvorwerk in die Sowjetische Besatzungszone und gehörte dort ab 1947 zum Land Brandenburg. 1949 entstand aus der SBZ die DDR. Bei der Gebietsreform am 25. Juli 1952 wurden die Länder und Landkreise in der DDR aufgelöst. Die Stadt Lübben wurde Kreisstadt des neuen Kreises Lübben im Bezirk Cottbus, zu der auch das Ratsvorwerk fortan gehörte. 1954 traten die Landwirte aus dem Ratsvorwerk dem Örtlichen Landwirtschaftsbetrieb der Stadt Lübben bei, der dabei zu einer Landwirtschaftlichen Produktionsgenossenschaft umgeformt wurde.
Nach der Wiedervereinigung lag das Ratsvorwerk im Landkreis Lübben im neu gegründeten Bundesland Brandenburg. Bei der Kreisreform am 6. Dezember 1993 ging der Landkreis Lübben durch Fusion mit den Landkreisen Luckau und Königs Wusterhausen im neuen Landkreis Dahme-Spreewald auf.

## Wirtschaft
Der „Kommunale Abfallentsorgungsverband Niederlausitz“ (KAEV) betreibt nördlich von Ratsvorwerk eine Deponie.